# چاوین هانتر
چاوین هانتر یک سایت باستان‌شناسی است که قدمت آن به دست‌کم به ۱۲۰۰ سال قبل از میلاد مربوط به تمدن چاوین و دوران امپراتوری اینکا می‌باشد که در ناحیه انکاش پرو و ۲۵۰ کیلومتری شمال لیما قرار دارد. چاوین هانتر در سال ۱۹۸۵ در میراث جهانی یونسکو به ثبت رسید.